# شریل سندبرگ
شریل سندبرگ (به انگلیسی: Sheryl Sandberg) (متولد ۲۸ اوت ۱۹۶۹) مدیر حوزه فناوری، کنشگر و نویسنده آمریکایی است. وی مدیر ارشد عملیات فیس‌بوک است. او در ژوئن ۲۰۱۲ برای عضویت در هیئت مدیره فیس‌بوک انتخاب شد تا نخستین زن در این مقام باشد.
وی در سال ۲۰۱۲ در فهرست تایم ۱۰۰، فهرست سالانه ۱۰۰ نفر تأثیرگذار در سطح جهانی به انتخاب مجله تایم، قرار گرفت. با در نظر گرفتن سهامی که او از فیس‌بوک و شرکت‌های دیگر دارد، میزان ارزش اموال او در ژوئن ۲۰۱۵ بیش از ۱ میلیارد دلار برآورد شده‌است.

## سوابق کاری
«سندبرگ» پس از فارغ‌التحصیلی از دانشکدهٔ کسب و کار در بهار ۱۹۹۵ به مدت یکسال در سمت مشاور مدیر در شرکت مک کنزی مشغول به کار بود. سپس برای مدتی به عنوان رئیس ستاد در وزارت خزانه داری آمریکا مشغول به کار شد و پس از آن به گوگل پیوست.
سمت شریل سندبرگ، نایب رئیس بخش عملیات و فروش برخط جهانی گوگل بود و در راه‌اندازی بنیاد گوگل، شاخه انسان‌دوستانهٔ این شرکت نیز نقش داشت. او در مارس ۲۰۰۸ به فیس بوک پیوست.

### راه‌حل جایگزین
کتاب راه‌حل جایگزین بر اساس تجربیات شریل سندبرگ بعد از تجربه مرگ همسرش نگاشته شده‌است. این کتاب در آوریل ۲۰۱۷ منتشر شد.